# Række (matematik)
 For alternative betydninger, se Række. (Se også artikler, som begynder med Række)
En række repræsenterer i matematikken en sum af et endeligt eller uendeligt antal led. De enkelte led i rækken kan være tal eller andre matematiske udtryk. Endelige rækker kan håndteres ved hjælp af elementær algebra, hvorimod uendelige rækker kræver redskaber fra den matematiske analyse for en stringent behandling.

## Eksempler

### Uendelige rækker

#### Achilleus og skildpadden
Et klassisk eksempel på en uendelig række forekommer i Zenons paradoks om Achilleus og skildpadden, hvor Achilleus giver den (i dette eksempel) 10 gange langsommere skildpadde et forspring i et kapløb. I tankeeksperimentet fremkommer følgende sum
{\displaystyle 1+{\frac {1}{10}}+{\frac {1}{100}}+{\frac {1}{1000}}+\ldots .}
De enkelte led i denne række repræsenterer den tid det tager Achilleus at indhente skildpaddens forrige position, mens summen repræsenterer den samlede tid det tager for Achilleus at indhente skildpadden.
Man bemærker et hvert led i rækken fremkommer med at tage det forgående led og multiplicere med {\displaystyle 1/10}:
{\displaystyle 1+{\frac {1}{10}}+{\frac {1}{100}}+{\frac {1}{1000}}+\ldots =\left({\frac {1}{10}}\right)^{0}+\left({\frac {1}{10}}\right)^{1}+\left({\frac {1}{10}}\right)^{2}+\left({\frac {1}{10}}\right)^{3}+\ldots ,}
hvilket kan skrives ved hjælp af summationstegnet som
{\displaystyle \sum _{n=0}^{\infty }\left({\frac {1}{10}}\right)^{n}.}
Denne uendelige række giver en endelig værdi trods det at den indeholder et uendeligt antal led
{\displaystyle \sum _{n=0}^{\infty }\left({\frac {1}{10}}\right)^{n}={\frac {1}{1-{\frac {1}{10}}}}={\frac {10}{9}}.}
Man siger at rækken konvergerer, hvilket i eksemplet har den konsekvens at Achilleus indhenter skildpadden.

#### Divergerende uendelig række
Havde skildpadden overmodigt tilbudt Achilleus et lignende forspring ville følgende række have forekommet
{\displaystyle \sum _{n=0}^{\infty }(10)^{n}=1+10+100+1000+\ldots .}
Her er hvert følgende led ti gange større end det foregående, og det går ikke godt for skildpadden! Rækken vokser progressivt mod uendelig, når de uendeligt mange led summeres. Man siger, at rækken divergerer.
Eksemplet ovenfor er et specialtilfælde af en geometrisk række, der kan skrives som
{\displaystyle \sum _{n=0}^{\infty }z^{n},}
hvor {\displaystyle z} er et vilkårligt komplekst tal. Denne række konvergerer for {\displaystyle |z|<1} og divergerer for {\displaystyle |z|\geq 1}, i overensstemmelse med eksemplet, som benyttede {\displaystyle z=1/10} og {\displaystyle z=10}.
Et andet eksempel på en divergerende uendelig række er den harmoniske række
{\displaystyle \sum _{n=1}^{\infty }{\frac {1}{n}}=1+{\frac {1}{2}}+{\frac {1}{3}}+{\frac {1}{4}}+\ldots .}
I en alternerende række skifter fortegnet på hvert enkelt led, som f.eks. i den alternerende harmoniske række
{\displaystyle \sum _{n=0}^{\infty }(-1)^{n}{\frac {1}{n}}=1-{\frac {1}{2}}+{\frac {1}{3}}-{\frac {1}{4}}+\ldots =\ln 2.}
I en potensrække repræsenteres en funktion {\displaystyle f(x)} ved en række, hvor de enkelte led er potenser af argumentet i funktionen:
{\displaystyle f(x)=\sum _{n=0}^{\infty }a_{n}(x-c)^{n}=a_{0}+a_{1}(x-c)+a_{2}(x-c)^{2}+a_{3}(x-c)^{3}+\ldots \,,}
hvor {\displaystyle a_{n}} er koefficienten for det {\displaystyle n}'te led og {\displaystyle c} er en konstant.
En vigtig type af potensrækker er Taylorrækkerne, som repræsenterer en analytisk funktion, {\displaystyle f(x)} med en række ud fra kendskabet til funktionsværdien og dens afledte for et bestemt værdi {\displaystyle c}:
{\displaystyle f(x)=\sum _{n=0}^{\infty }{\frac {f^{(n)}(c)}{n!}}(x-c)^{n}=f(c)+f'(c)(x-c)+f''(c){\frac {(x-c)^{2}}{2}}+f'''(c){\frac {(x-c)^{3}}{6}}+\ldots \,.}
Her repræsenterer {\displaystyle f^{(n)}(c)} den {\displaystyle n}'te afledte af {\displaystyle f} i punktet {\displaystyle c} og {\displaystyle n!} er fakulteten af {\displaystyle n}.
Taylorrækker med {\displaystyle c=0} kaldes Maclaurin rækker.
Eksponentialfunktionen {\displaystyle f(x)=e^{x}} kan repræsenteres simpelt ved en en sådan serie, idet {\displaystyle f^{(n)}(0)=1} for alle {\displaystyle n}. Herved fås
{\displaystyle e^{x}=\sum _{n=0}^{\infty }{\frac {x^{n}}{n!}}=1+x+{\frac {1}{2}}x^{2}+{\frac {1}{6}}x^{3}+\ldots }
for alle værdier af {\displaystyle x}.

### Endelige rækker
Et eksempel på en endelig række er den såkaldte sumrække, der er en sammentælling af en ubrudt række tal, fx 1+2+3+4+5+6 = 21

#### Sumrække startende med 1
Hvis talrækken starter med 1, kan man i stedet for at tælle en række tal sammen, benytte en simpel formel:
{\displaystyle Sum_{n}={\frac {\left(tal_{n}+1\right)*tal_{n}}{2}}}
hvor taln er sidste tal i sumrækken.
For eksempel er summen af 1+2+3+4+5+6+7+8+9 = 45:

{\displaystyle Sum=\left(\left(9+1\right)/2\right)*9=5*9=45}

#### Sumrække ikke startende med 1
Hvis man i stedet skal tælle en ubrudt delrække, som ikke starter med 1, er formlen sammensat af summen for tal1 til taln med fradrag af summen af de foregående tal, som ikke indgår i rækken.
{\displaystyle Sum_{delrk.}={\left(tal_{n}+1\right)*tal_{n}-\left(tal_{1}-1\right)*tal_{1} \over 2}}
hvor tal1 er første tal i sumrækken og taln er dens sidste tal.
Et eksempel er summen af 6+7+8+9+10+11+12+13+14+15+16 = 121:

Sum af delrække = {\displaystyle ((16+1)*16-6*(6-1))/2=121}